# Pesn' toržestvujuščej ljubvi

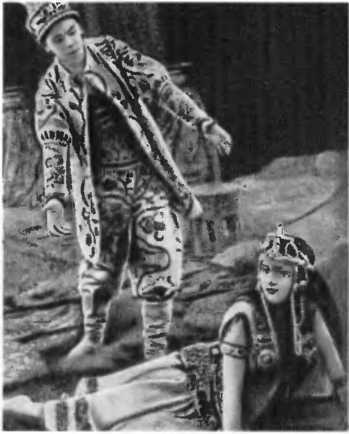

Pesn' toržestvujuščej ljubvi (Песнь торжествующей любви) è un film muto del 1915 diretto da Evgenij Bauėr.